# Itabuna
Itabuna es un municipio brasileño situado al sur del estado de Bahia. Es el sexto municipio del estado en población total, después de Salvador, Feira de Santana, Vitória da Conquista, Camaçari y Juazeiro. Tiene una área total de 401,028 km² y una población, en 2021, de 214.123 habitantes.

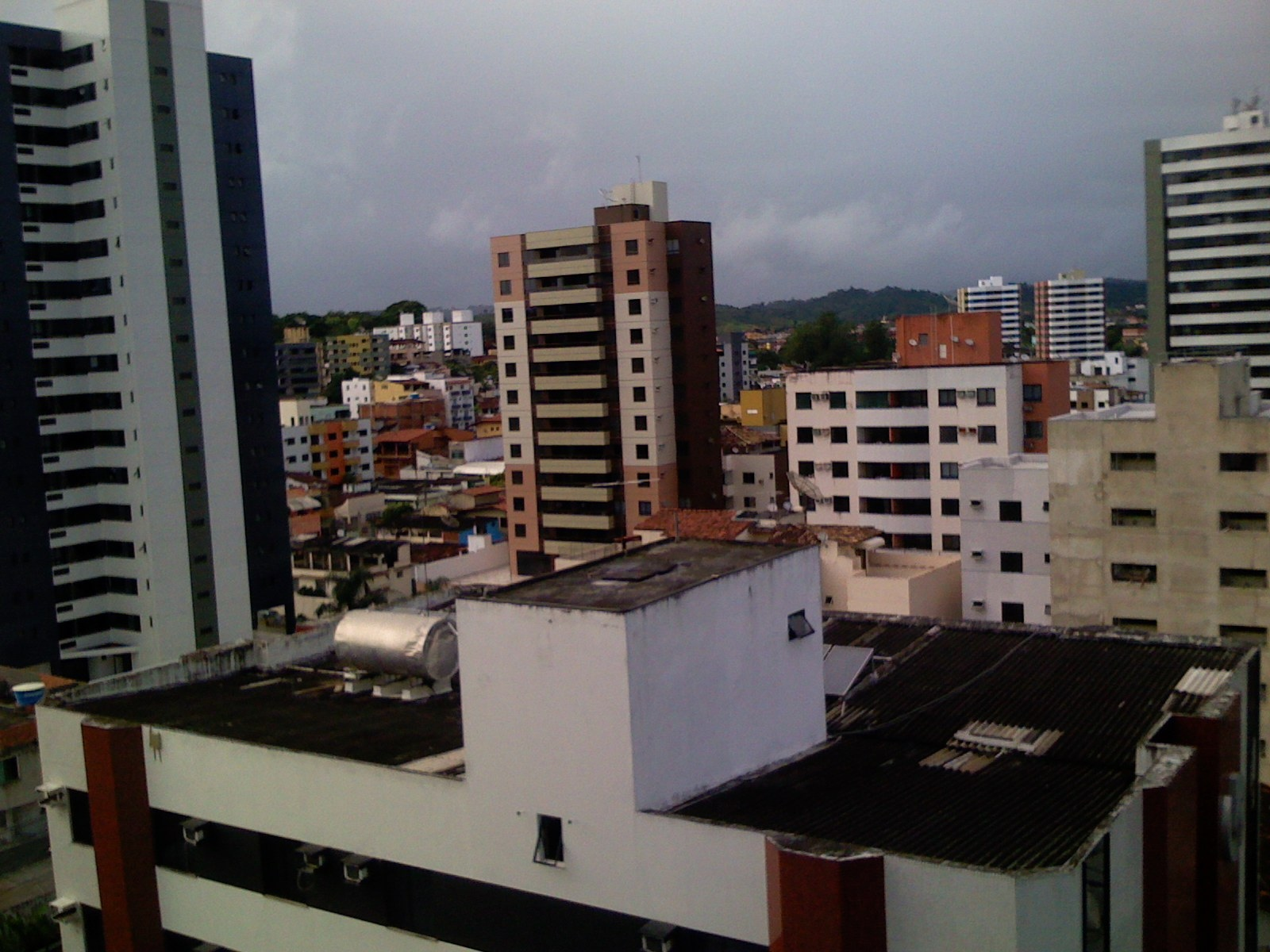
Ciudad del Itabuna, Sul da Bahia, Brasil.

Según el estudio realizado por el Programa de las Naciones Unidas para el Desarrollo, el municipio de Itabuna presenta el tercer mejor Índice de Desarrollo Humano del Estado de Bahía, quedando atrás solamente de la capital bahiana, Salvador, y del municipio de Lauro de Freitas.
Es tierra natal del escritor Jorge Amado, que la describe en algunas de sus obras, como Gabriela, Clavel y Canela y Tierras del Sin Fin..

## Toponimia
Su nombre deriva de los términos en tupí ita (piedra) y una (negra). La ciudad es tierra natal del escritor Jorge Amado que la menciona en algunas de sus obras, la más conocida el romance Gabriela.

## Economía

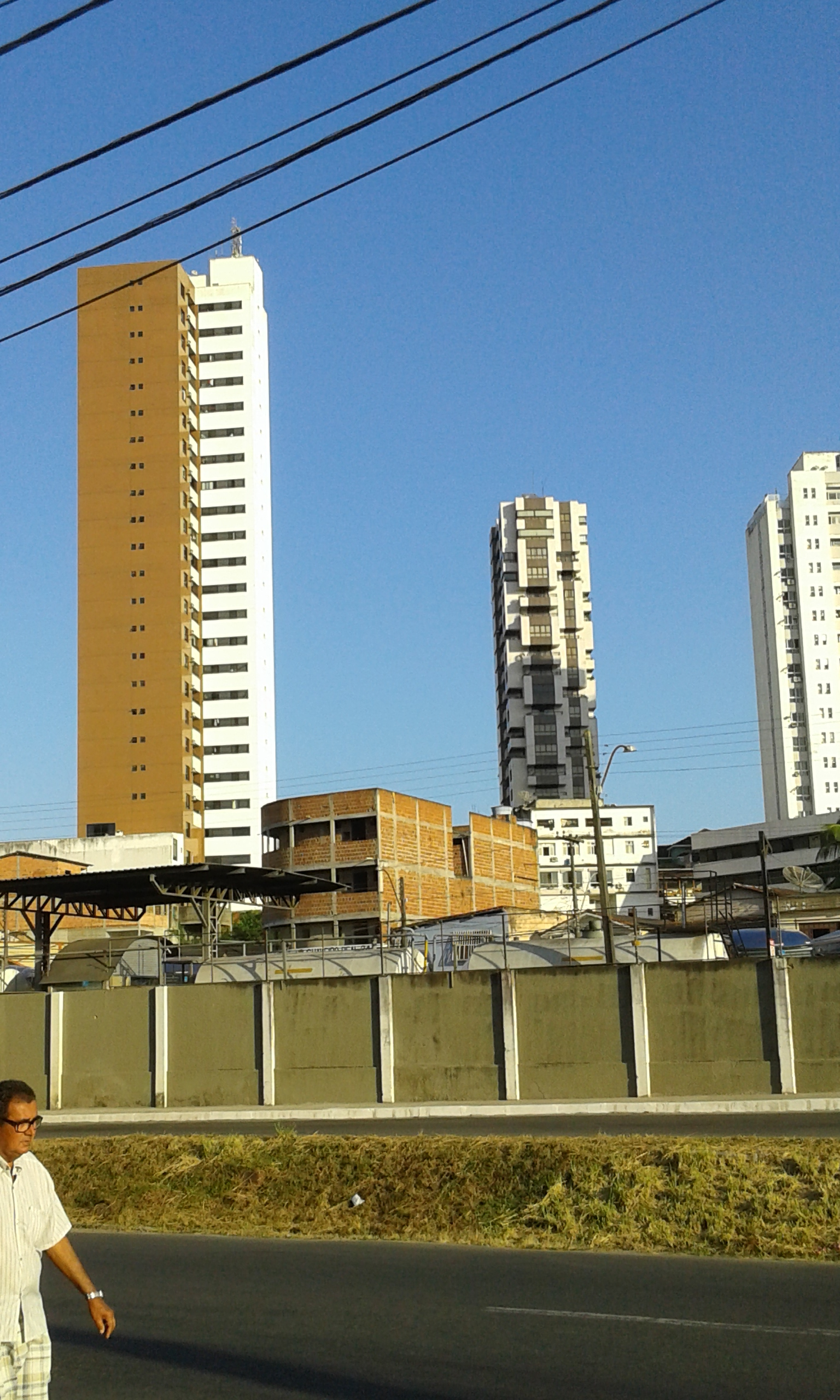
Avenida Amélia Amado, centro de Itabuna

Itabuna es un centro regional de comercio, industria y servicios, juntamente con Ilhéus. Su importancia económica creció en Brasil durante la época de oro del cultivo de cacao, que por ser compatible con el suelo de la región llevó la ciudad al 2º lugar en producción en Brasil, exportando para los EUA y Europa. Después de una grave crisis en la producción, causada por una enfermedad causada por el hongo Crinipellis perniciosa, la ciudad ha buscado alternativas económicas con la ayuda del comercio, de la industria y de la diversificación de cultivos. La ciudad es un importante entrepuesto comercial del estado, situada a la márgenes de la carretera BR-101.

## Referencias

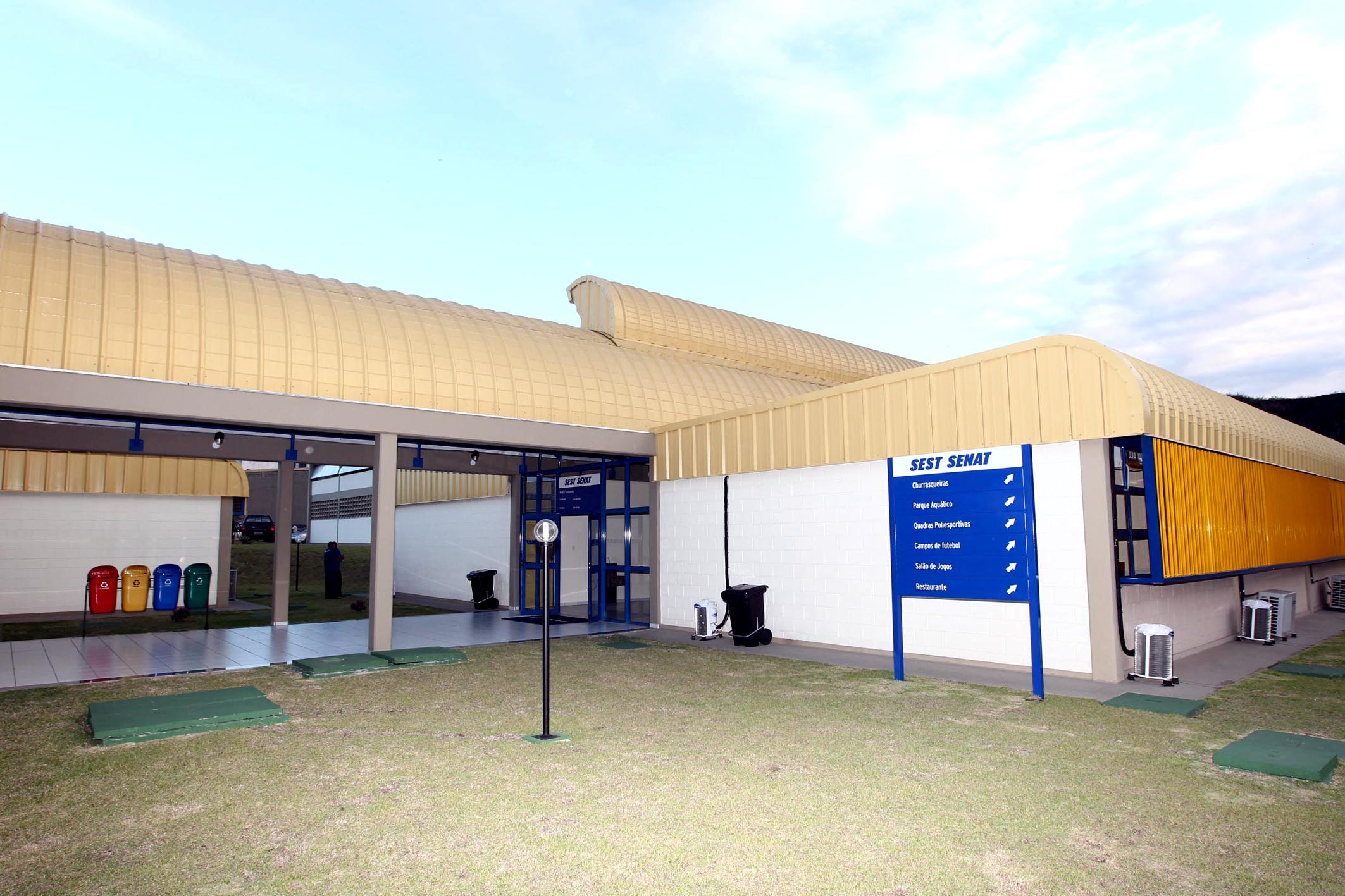
Unidad del Servicio Social del Transporte y del Servicio Nacional de Aprendizaje del Transporte en Itabuna.

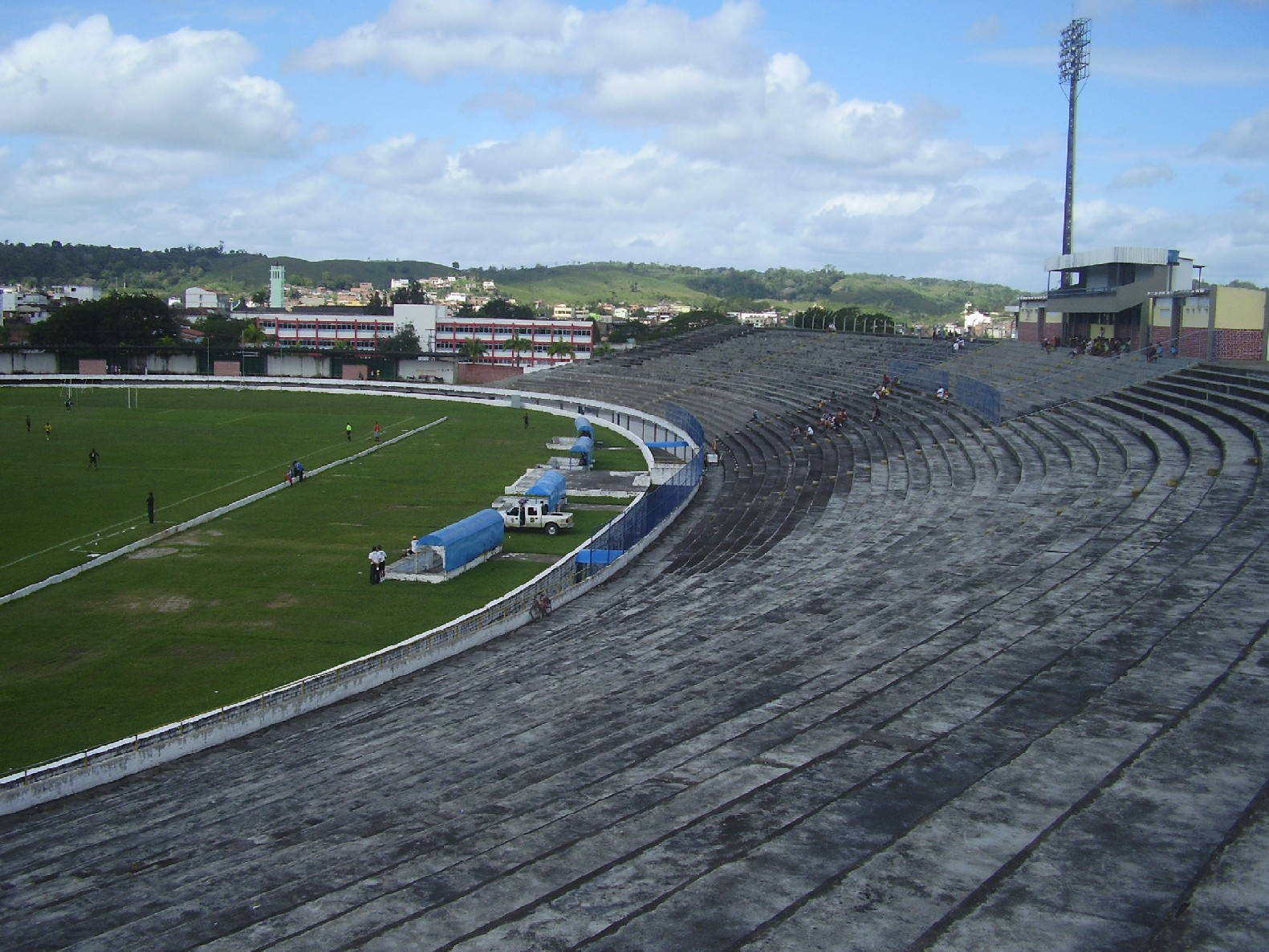
Estadio Luis Viana Filho.

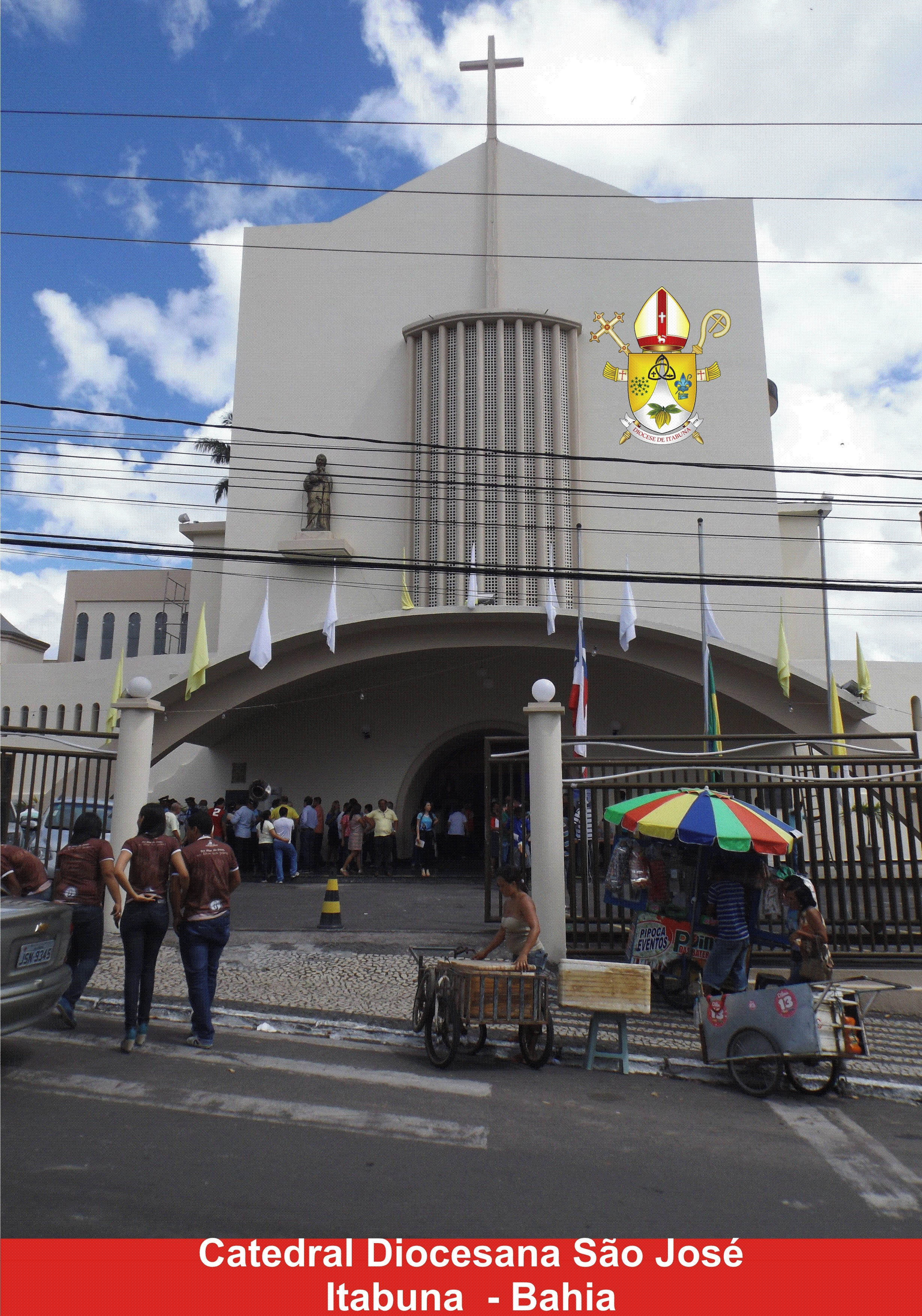
Catedral Diocesana São José

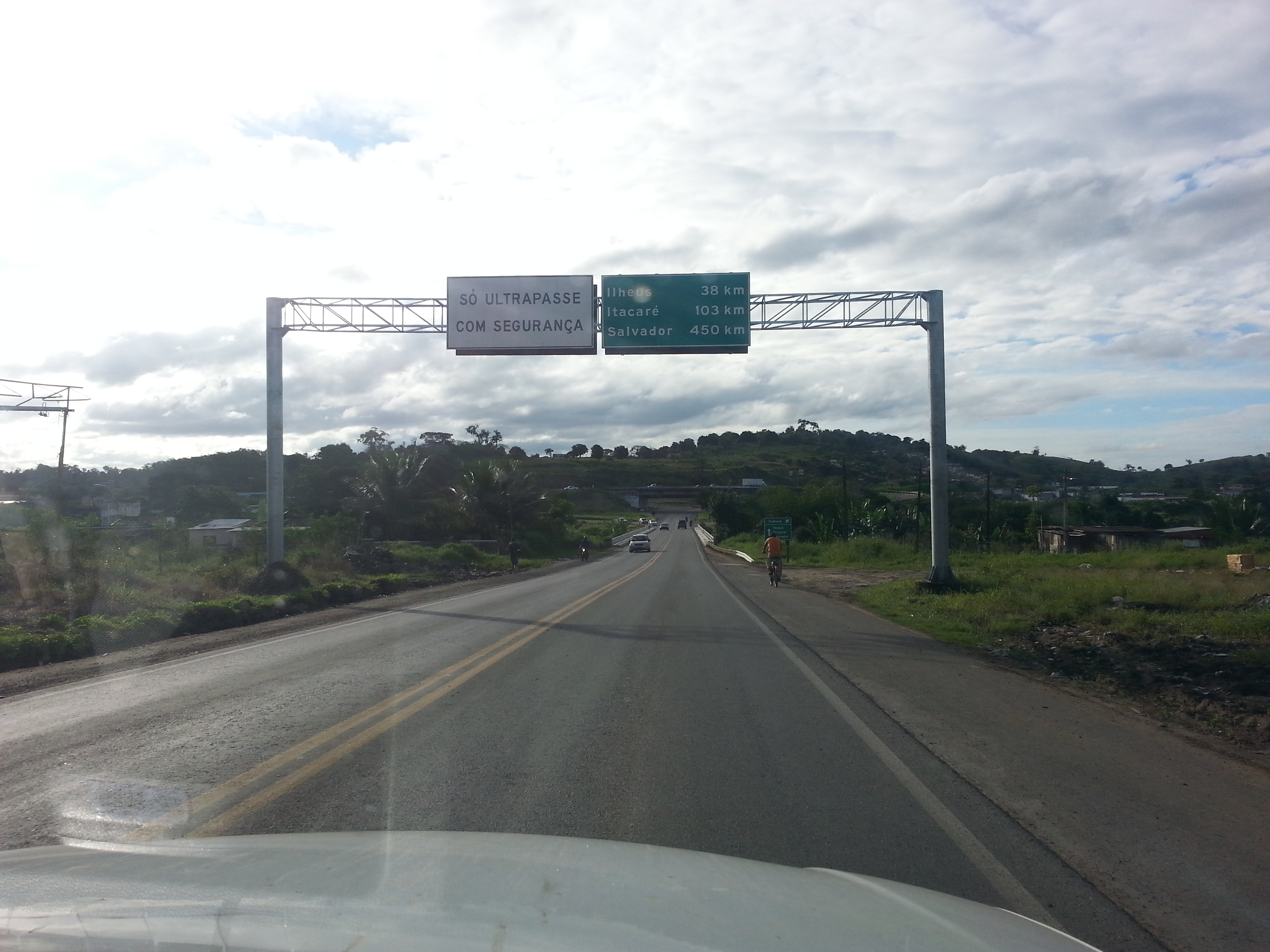
Rodoviario

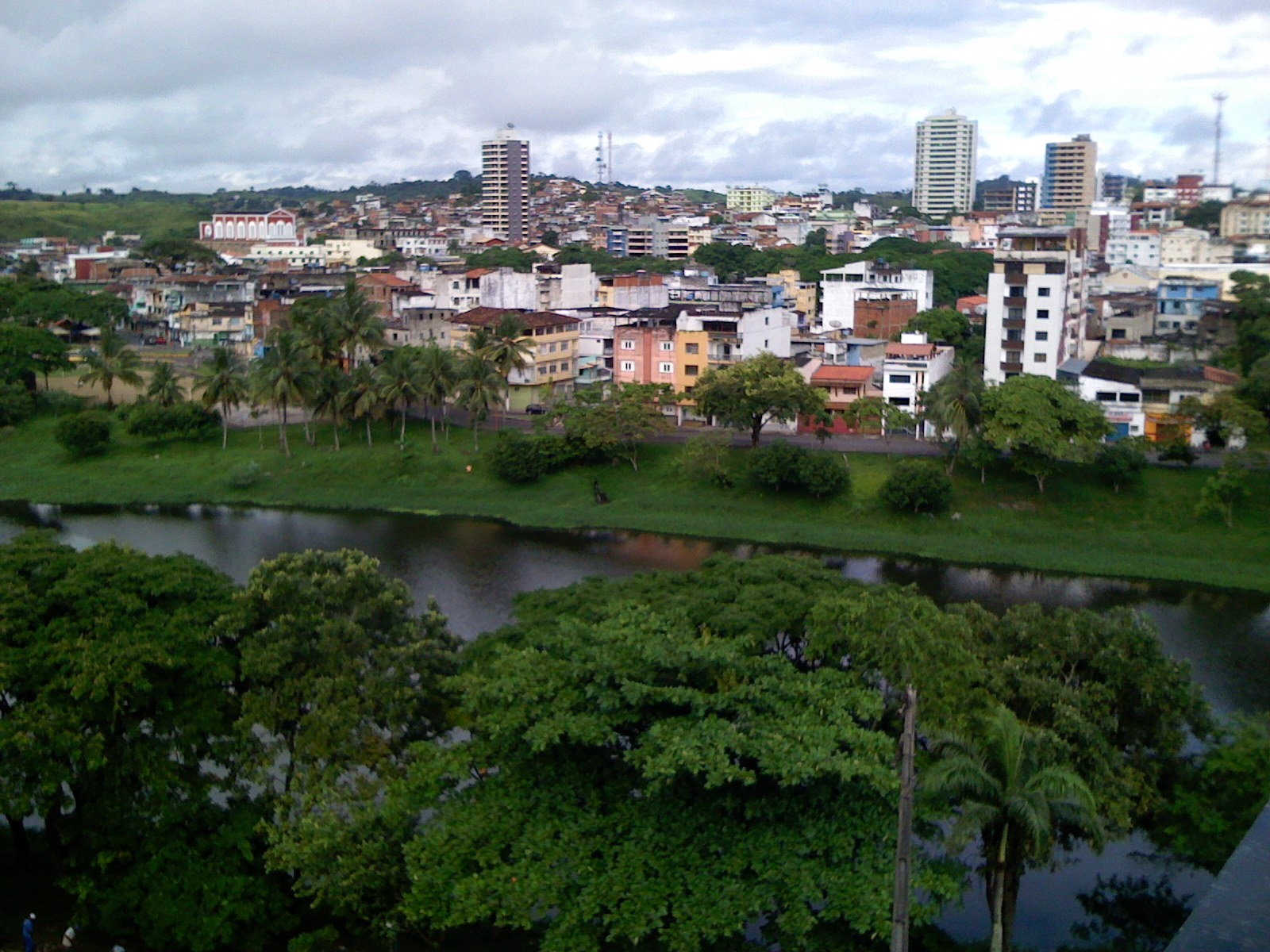
Vista de la Ciudad de Itabuna a partir de la Avenida Mário Padre.

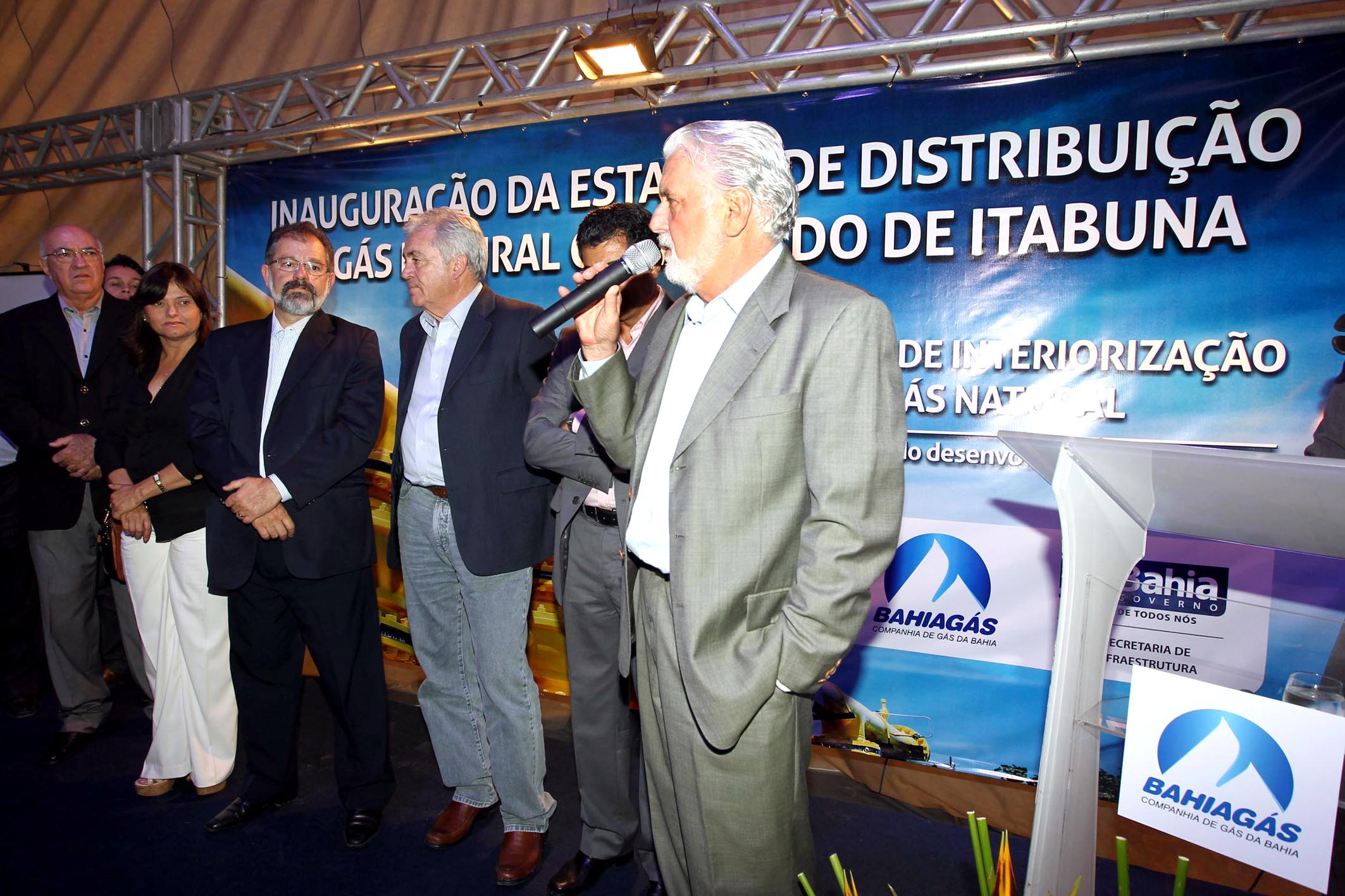
Governador Jaques Wagner inaugura a Estação de Distribuição de Gás Natural (Bahiagás) no município de Itabuna.